# دویس مانجا
دویس مانجا (ایتالیایی: Devis Mangia؛ زادهٔ ۶ ژوئن ۱۹۷۴) سرمربی فوتبال اهل ایتالیا است.